# Ferran Dalmau i Vilella
Ferran Dalmau i Vilella   (Lleida, 1978) és un docent, activista i escriptor català que ha dut a terme diverses recerques històriques sobre l'Esquerra Independentista a les comarques de Ponent. En l'actualitat, està treballant sobre la figura d'Antoni Blàvia, considerat el militar més notori d'Estat Català.
Dalmau és portaveu de la plataforma Salvem Cal Macià que, d'ençà l'any 2021, vindica la salvaguarda i recuperació de Cal Macià i la creació d'un centre d'interpretació de la història agrària de la família Lamarca-Macià, amb l'arribada dels colons al Baix Segre i la construcció del Canal d'Aragó i Catalunya.

## Obra publicada
- EPOCA, l'exèrcit a l'ombra (amb Pau Juvillà, Lleida: Edicions El Jonc, 2010)
- Lletra per a la batalla, Memòria literària de l'esquerra independentista.  Lleida: Edicions El Jonc, 2015. ISBN 978-84-938705-5-3.[5]
- Fills de la vuitena. 50 anys d'esquerra independentista a l'Aran, els Pirineus i Ponent (amb David Sancho, Lleida: Pagès Editors, 2019) ISBN 978-84-1303-086-9[6][7]
- Joan Culleré i Ibars (1916-1995). La llibertat per maleta (Lleida: Pagès Editors, 2021) ISBN 8413032660[8]
- Lliure i proletària. Estat Català a les terres de Ponent i del Pirineu (1936-1939) (Lleida: Pagès Editors, 2023) ISBN 978-84-1303-453-9[9]